# Ambroise de Landemont
Ambroise Pantin, comte de Landemont, est un homme politique français né le 14 avril 1856 à Paris et décédé le 8 mars 1932 à Versailles.

## Biographie
Ambroise de Landemont est le fils d'Alfred Ludovic Théobald Pantin, comte de Landemont, et de Marie Augustine de Riencourt. Il est le gendre de Charles-Albert Costa de Beauregard.
Propriétaire terrien et exploitant agricole, il est membre de nombreuses sociétés et syndicats agricoles, président la Société d'agriculture de la Loire-Inférieure.
Il sert en tant que commandant d'artillerie durant la Première Guerre mondiale.
Maire d'Ancenis de 1888 à 1908, il est sénateur de la Loire-Atlantique de 1920 à 1932, siégeant à droite. Il s'occupe plus particulièrement d'agriculture et de questions militaires.

## Publications
- L'élan d'un peuple (1909)
- L'Europe et la politique orientale (1912).

## Sources
- « Ambroise de Landemont », dans le Dictionnaire des parlementaires français (1889-1940), sous la direction de Jean Jolly, PUF, 1960 [détail de l’édition]